# Власовы
Вла́совы (Власьевы) — несколько русских дворянских родов.
Согласно «Биографическому словарю», существует 27 дворянских родов этого имени, совершенно разного происхождения.

## Происхождение и история рода
В Родословной книге из собрания князя М. А. Оболенского записано, что от рода князей Черниговских, пошли князья Козельские, от которых, в том числе пошли и Власовы. В родословной росписи князей Черниговских упомянуты: князь Василий Кукобяка у которого дети — князь Иван да князь Михаил Власовы; … а у князя Ивана Кукобяки Власова дети …; а у князя Михаила Власова дети ….
Один из этих родов принадлежит к древнему дворянству. Родоначальник его, греченин Евстафий Иванович Власов, фанариот, выехал из Константинополя в Москву в начале царствования Михаила Феодоровича и пожалован в московские дворяне (1647). Сын его, Иван Евстафьевич, пожалованный в стольники (1677), воевода в Селенгинске, Иркутске и Нерчинске, посол в Китае (1686), пожалован в думные дворяне (1692). Его сын, Пётр Иванович, стольник и член комиссии, действовавшей при Петре Великом на китайской границе. Из правнуков Петра Ивановича — Александр Сергеевич († 1825), действительный камергер, приобрел себе некоторую известность, как собиратель редких гравюр, книг и картин. Род этот по владению поместьями в Тверской и Московской губерниях внесён в VI часть родословной книги этих губерний.
Остальные роды этой фамилии приобрели потомственное дворянство службою в конце XVIII и первой половине XIX века. Роды эти были внесены во II и III части родословной книги Бессарабской, Екатеринославской, Казанской, Курской, Орловской, Полтавской, Псковской, Таврической, Тверской (два рода), Харьковской (два рода), Херсонской губерний и Области Войска Донского (тринадцать родов). К числу последних принадлежит угасший в мужском колене род наказного атамана войска донского Максима Григорьевича Власова.

### Древний род Власовых
Послужилец Брюхова Константин Власов получил поместье в Деревской пятине в конце XV века. Леонтий (Левка) Васильевич убит в Казанском походе (1552). Давид Лазаревич владел поместьем в Шелонской пятине (1572). Опричниками Ивана Грозного числились: Василий, Иван, Никита, Пётр Иванович Власовы (1573). Епифанский казак Фёдор Игнатьевич вёрстан в дети боярские (1585). В Орловском уезде упомянуты семь представителей рода (1594).
В начале XVII столетия владели поместьями в Ливенском уезде трое представителей рода, а ливенский помещик убит татарами (1610). Гаврила Леонтьевич вёрстан новичным окладом по Болхову (1628). Трофим Власов толмач Посольского приказа, ездил при посольстве в Данию (1667). Василий Гаврилович стрелецкий голова (1667). Дети боярский Карп и Тимофей Григорьевичи и Мокей Сазонович владели поместьями в Елецком уезде (1683).
Двое представителей рода владели населёнными имениями (1699).

## Описание гербов

#### Герб Власовых 1785 г.
В Гербовнике Анисима Титовича Князева 1785 года имеется изображение печати с гербом Сергея Михайловича Власова: в серебряном поле щита, изображены белая крепость с красной каменной кладкой (польский герб Гржимала), а над ней выходящая из облака серая согнутая рука с мечом, остриём вверх (польский герб Малая Погоня). Щит увенчан дворянской короной (дворянский шлем отсутствует). Нашлемник: три страусовых пера, а из под короны в стороны выходят два рога. Цветовая гамма намёта не определена.

#### Герб. Часть III. № 72.
В щите имеющем голубое поле изображена Рука в серебряных Латах из Облака выходящая с серебряным Мечом, на которой виден висящий пук цветов, связанный Лентой. Под Рукой означена серебряная Крепость с тремя на ней Башнями.
Щит увенчан дворянскими шлемом и короной. Нашлемник: три страусовых пера. Намёт на щите голубой, подложенный серебром.

#### Геральдика
Первоначально герб Власовых имел отличия от варианта, зафиксированного в официальном гербовнике. В деле о внесении Власовых в родословную книгу Московской губернии сохранился рисунок, представленный в губернское дворянское собрание в 1791 году, то есть до начала составления ОГДР. В нём страусовые перья в нашлемнике и крепость не серебряные, а красные, рука держит шпагу, а не меч, отсутствует намёт. Произошедшее изменение цвета при утверждении герба, легко объяснимо. Рисунок был приведен в соответствии с правилами формальной геральдики, которые запрещают сочетать голубое поле и красную фигуру.
Известны также иные варианты герба Власовых, отличавшиеся украшениями около щита. На экслибрисах камергера, библиофила и коллекционера Александра Сергеевича Власова (1777—1825) под щитом расположены две шпаги, ключ (возможно, как указание на камергерство владельца) и надпись на латыни «Non ignobile otium» и в переводе на русский «Не позорный отдых».

## Известные представители
- Власов Иван Петрович — муромский городской дворянин (1625—1627).
- Власов Астафий Иванович — московский дворянин (1640).
- Власов Андрей Матвеевич — воевода в Ольшанске (1650).
- Власовы: Иван, Лаврентий, Ларион Григорьевичи, Степан Ильич — московские дворяне (1678—1692).
- Власовы: Пётр Борисович и Пётр Иванович — стольники (1692—1696).
- Власовы: Матвей и Михаил Власьевичи — дьяки (1692—1694)[1][2].